# James Rosskade
De James Rosskade is een straat in de wijk Bos en Lommer in het Amsterdamse stadsdeel West.
De straat loopt qua nummering zuid-noord en begint als zodanig bij de ventweg aan de noordzijde van de Jan van Galenstraat en eindigt op de zuidelijke kade van de Erasmusgracht. Ze loopt daarbij evenwijdig aan de Einsteinweg. De straat is een woonstraat met alleen aan de oostzijde bebouwing, bestaande uit middelhoogbouw. 

## Geschiedenis
Tot de bouw van de Westelijke Tuinsteden vormde de straat de uiterste westelijke grens van de toenmalige stad. De bewoners hadden een vrij uitzicht over de landerijen alleen gehinderd in de verte door het dijklichaam van de Ringspoorbaan. 
De drie woonblokken dateren uit 1949 (woonblokken huisnummers 1-8 en 9-16) en 1950 (blok huisnummers 17-26). Alle drie deze woonblokken zijn gebouwd voor de Katholieke Woningcooperatie Dr. Schaepman. Een groot deel van de woningen in deze buurt is ontworpen door architect Johannes Martinus van Hardeveld (van de blokken 2 en 3 is bekend, dat ze van zijn hand zijn). De woningen zijn rond 1990 gerenoveerd, waarbij de eerste twee woonblokken een pleisterlaag kregen (vermoedelijk externe isolatie), het derde woonblok bleef "kaal". Aan de westzijde is het vrije uitzicht vanuit de middelste verdiepingen sinds de komst van dat deel van de Einsteinweg in 1969 verdwenen en kijkt men al jaren (gegevens 2018) aan tegen geluidschermen.
De straat is bij een raadsbesluit van 26 juli 1939 en 21 mei 1948 vernoemd naar James Clark Ross, een Engelse poolreiziger.

Oorspronkelijk was op de plaats van de huidige Einsteinweg een noord-zuid lopende gracht met kade gepland in aansluiting op de Erasmusgracht die zou lopen tot de Slotervaart. De gracht en kade zijn echter uiteindelijk nooit aangelegd, omdat het tracé begin jaren zestig een bestemming kreeg als autosnelweg. Zodoende was er geen ruimte meer aanwezig voor een gracht met kade. De al bestaande straat behield de naam James Rosskade en werd niet hernoemd naar James Rossstraat, alhoewel er in het geheel geen kade aanwezig was. De naam herinnert aan de nooit gegraven gracht.